# Distretto di Lower Dir
Il Distretto di Lower Dir (in pashto ښکته دير ولسوالۍ; in urdu ضلع دیر زیریں) si trova nella provincia di Khyber Pakhtunkhwa, nel nord-ovest del Pakistan. È parte della Divisione di Malakand e confina con i distretti di Upper Dir a nord, Swat a est, Malakand e Bajaur a sud, e con le aree tribali adiacenti all'Afghanistan a ovest. La città principale è Timergara, che funge da centro amministrativo e commerciale del distretto.
Lower Dir faceva parte del principato di Dir, uno Stato semi-autonomo governato dai Nawab locali fino al 1969, quando venne integrato nella provincia della North-West Frontier Province (oggi Khyber Pakhtunkhwa). Nel 1996, per migliorare l'amministrazione, l'ex Distretto di Dir fu suddiviso nei due distretti attuali: Upper Dir e Lower Dir. Lower Dir rappresenta la parte meridionale ed è caratterizzato da un paesaggio montuoso, con valli fertili e insediamenti agricoli distribuiti lungo il fiume Panjkora.
La popolazione è prevalentemente di etnia pashtun, con una forte adesione alle tradizioni culturali e religiose dell'Islam sunnita. L'economia è basata su agricoltura, allevamento, commercio e rimesse inviate dai lavoratori emigrati in altre parti del Pakistan o all'estero.

## Storia
La storia del Distretto di Lower Dir è strettamente legata a quella dell'antico Stato principesco di Dir, governato da una dinastia locale che esercitava un forte controllo sui territori montuosi di Khyber Pakhtunkhwa. Durante il periodo coloniale britannico, Dir rimase formalmente indipendente, anche se sotto influenza inglese. La posizione strategica del territorio, lungo le vie di accesso dall'Afghanistan, lo rese un'importante area di transito per eserciti, mercanti e missionari.
Dopo l'indipendenza del Pakistan nel 1947, il principato di Dir mantenne uno status semi-autonomo fino al 1969, quando venne definitivamente annesso al Pakistan e integrato nella provincia della North-West Frontier Province. Nel 1996, per motivi amministrativi, il distretto di Dir venne suddiviso in due parti: Upper Dir e Lower Dir. Lower Dir, essendo più vicino ai centri urbani di Malakand e Swat, ha conosciuto uno sviluppo più rapido rispetto alla sua controparte settentrionale.
Nel periodo post-2000, Lower Dir è stato occasionalmente coinvolto in tensioni di sicurezza a causa della sua vicinanza alle zone tribali e alle operazioni militari contro gruppi estremisti. Tuttavia, negli ultimi anni la situazione è migliorata e la regione è relativamente stabile rispetto ad altre aree del nord-ovest del Pakistan.

## Geografia fisica

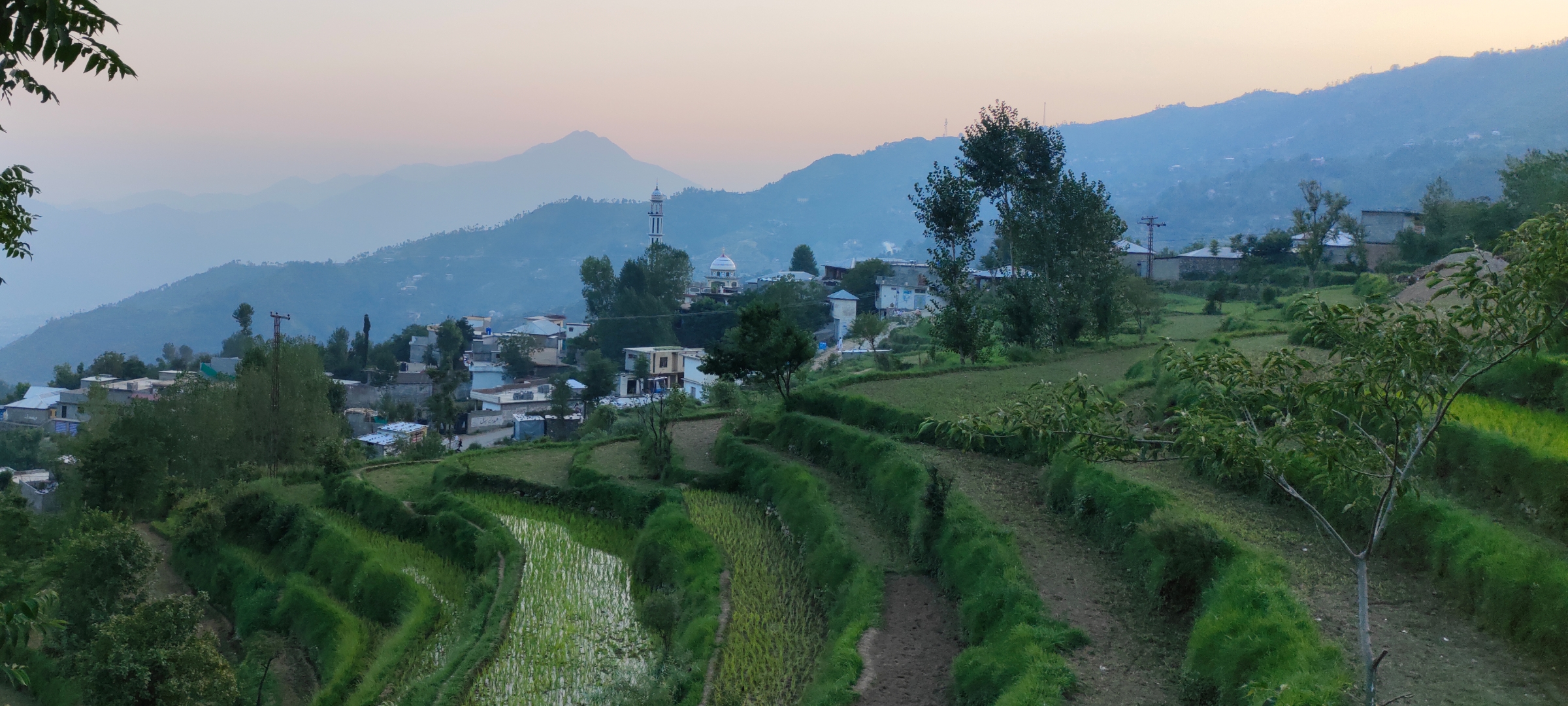
Veduta di Lajbouk

Lower Dir si estende su una superficie di circa 1.583 km², con un territorio prevalentemente montuoso attraversato dal fiume Panjkora, la principale fonte idrica della regione. Il distretto presenta un paesaggio variegato, che comprende vallate fertili, colline coperte di foreste e vette montuose che superano i 2.500 metri di altitudine.
A nord, il distretto confina con Upper Dir, mentre a est con il distretto di Swat, famoso per la sua storia e per le località turistiche. A sud, Lower Dir confina con Malakand e Bajaur, mentre a ovest si estende fino al confine con l'Afghanistan. Le montagne occidentali costituiscono una barriera naturale, ma vi sono antichi passi di transito utilizzati per il commercio e gli spostamenti delle tribù pashtun tra Pakistan e Afghanistan.
Il clima varia notevolmente in base all'altitudine: nelle valli inferiori le estati sono calde e gli inverni miti, mentre nelle zone montuose superiori si registrano inverni rigidi con abbondanti nevicate. Le precipitazioni sono più frequenti nei mesi primaverili ed estivi, con occasionali piogge monsoniche che favoriscono l'agricoltura.

## Società

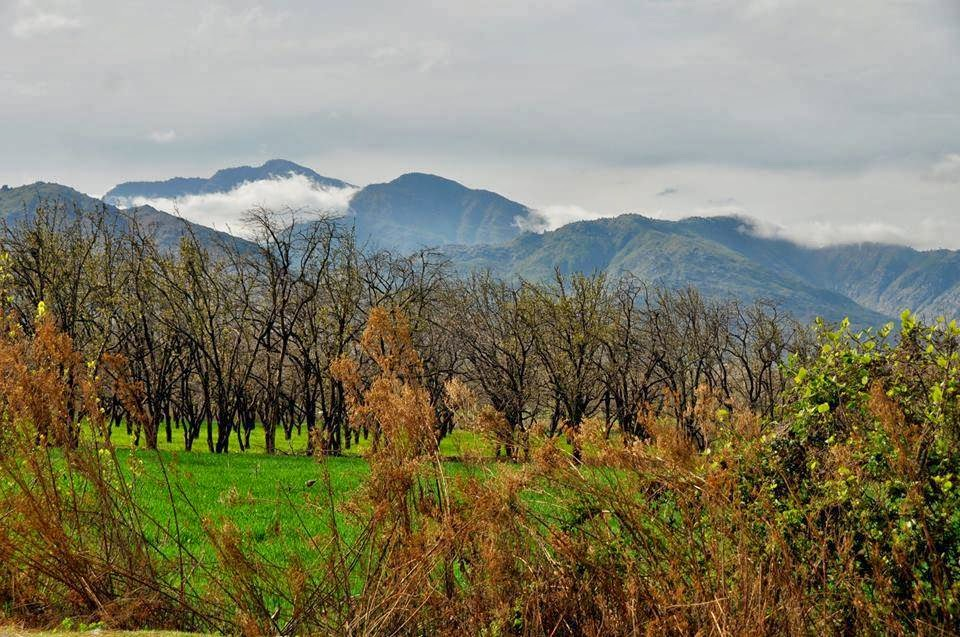
Chakdara

La popolazione di Lower Dir supera il milione e mezzo di abitanti, secondo il censimento del 2023. L'etnia dominante è pashtun, appartenente a varie tribù, tra cui gli Yousafzai, i Mandanr e i Mohmand. La lingua principale è il pashto, sebbene l'urdu sia ampiamente compreso e utilizzato negli uffici governativi e nelle scuole.
La società è organizzata secondo il tradizionale sistema tribale pashtun, basato su lignaggi familiari e consigli degli anziani (jirga) per la risoluzione delle dispute. L'Islam sunnita, nelle sue varianti deobandi e barelvi, è la religione predominante e influisce fortemente sulla vita quotidiana e sulle norme sociali.
L'istruzione femminile ha conosciuto alcuni progressi negli ultimi anni, soprattutto nelle aree urbane, ma nelle zone rurali le donne affrontano ancora limitazioni nell'accesso all'istruzione e al mercato del lavoro. Il tasso di alfabetizzazione è in crescita, ma rimane inferiore rispetto alle regioni più sviluppate del Pakistan.

### Istruzione e sviluppo sociale
Il distretto presenta un livello di alfabetizzazione inferiore alla media nazionale, in particolare tra le donne. Negli ultimi decenni, tuttavia, si sono moltiplicate le iniziative governative e non governative (ONG) volte a costruire scuole, formare insegnanti e incentivare l'istruzione femminile, anche se la resistenza culturale e la scarsità di risorse mantengono i tassi di abbandono scolastico piuttosto elevati. Le aree rurali remote soffrono di carenze croniche di infrastrutture, fra cui la mancanza di strade asfaltate e di trasporti adeguati, che rendono difficile la frequenza regolare degli studenti.
Sul piano sanitario, l'accesso alle cure di base è migliorato negli ultimi anni, grazie a piccoli ospedali o centri di primo soccorso nei tehsil. Rimane però un divario significativo rispetto alle aree urbane del Pakistan: mancano spesso medici specialisti, attrezzature diagnostiche avanzate e medicinali, costringendo la popolazione a lunghi viaggi verso i centri maggiori della provincia per cure più complesse.

## Suddivisione amministrativa
Lower Dir è amministrativamente suddiviso in diversi tehsil (sottodistretti), tra cui Timergara, Samar Bagh, Lal Qila, Munda e Balambat. Timergara è il centro amministrativo principale, con le sedi governative, ospedali e istituzioni educative più importanti.
Il sistema stradale è in miglioramento, grazie ai collegamenti con Peshawar, Malakand e Swat. L'aeroporto più vicino si trova a Peshawar, mentre i collegamenti ferroviari non sono presenti nella regione.
L'accesso all'elettricità e ai servizi sanitari è migliorato negli ultimi anni, ma alcune zone remote soffrono ancora di carenze infrastrutturali. Le scuole e le università locali stanno crescendo, offrendo maggiori opportunità educative alle nuove generazioni.

## Economia
L'economia di Lower Dir è basata principalmente su agricoltura, allevamento e commercio. Le coltivazioni principali includono frumento, mais, orzo e ortaggi, mentre la frutticoltura (mele, noci, albicocche) sta diventando un settore sempre più importante, grazie al clima favorevole delle valli.
L'allevamento di bovini, ovini e caprini è diffuso e fornisce carne, latte e lana per il consumo locale. La silvicoltura è anch'essa una risorsa significativa, con molte famiglie che dipendono dal legname per il riscaldamento e la costruzione.
Il commercio si concentra nei mercati di Timergara e Samar Bagh, dove si scambiano prodotti agricoli, abbigliamento, utensili e beni di prima necessità. Molti abitanti di Lower Dir lavorano nelle grandi città pakistane o nei paesi del Golfo Persico, inviando rimesse che rappresentano una fonte essenziale di reddito per le famiglie locali.

### Turismo
Lower Dir offre paesaggi montani suggestivi e siti storici di rilievo. Tra le principali attrazioni vi è Jandrai, un antico villaggio noto per la sua architettura tradizionale e le rovine di fortezze locali. Il fiume Panjkora e le sue valli laterali offrono opportunità per il trekking e l'ecoturismo.
Un altro luogo di interesse è Lalqila, una zona ricca di vegetazione e sorgenti naturali, apprezzata per le sue viste panoramiche. La vicinanza con Swat rende Lower Dir un punto di passaggio per i turisti diretti verso le valli più settentrionali del Pakistan.